# シャルル・ロベール・リシェ
シャルル・ロベール・リシェ（Charles Robert Richet、1850年8月26日-1935年12月4日）はフランスの生理学者。1913年にノーベル生理学・医学賞を受賞した。アレルギー研究の父でもある。

## 来歴
フランスのパリで生まれる。パリ大学教授で外科医でもあった父の影響を受け、早くから医学に興味を持った。パリ大学に入学後、医学を学び外科医を目指すが、生理学を志すようになる。1869年に医学の博士号を取得後、1878年には理学の博士号も取得。1879年にパリ大学医学部生理学講師に着任、1887年には生理学教授となる。1913年、アナフィラキシー・ショックの研究によりノーベル生理学・医学賞を受賞した。体温調整機能の研究も業績の一つである。1927年に大学を引退後は、平和論の推進、航空科学の研究、精神感応術の研究を進めた。

## 研究・発見
リシェの生理学の研究は血清に始まる。1888年に細菌に感染した動物の血液が、同じ細菌に致命的な影響を与えることを証明した。結核の治療に血清が利用できるのではないかと考え、1890年から結核患者を使った血清療法の研究を始めた。結果的には結核の治療には血清はむいておらず、後にベーリングがリシェの方法をジフテリアに応用し、成功している。
次に、1900年ごろ、熱帯のクラゲ毒の研究を始める。毒の成分は分からなかったが、実験を繰り返すうち、致死量に至らない毒を注射した犬に、1カ月後、再度、同じ量を注射すると急激な生理反応が起こり、死に至ることを発見した。この反応は偶然ではなく、何度繰り返しても再現できた。1902年には「無防備」という意味のギリシャ語にちなむ「アナフィラキシー」(anaphylaxis) という造語を作る。アナフィラキシー・ショックは現代においても、ハチに複数回刺された場合などに見られる危険な反応である。
1903年にはN.M.アルテュスの研究によりクラゲ毒以外でもアナフィラキシー・ショックが起こることが分かった。1905年にはR.オットーが毒の種類を絞り込む。リシュの結論は毒を注射したことではなく、タンパク質を注射することがアナフィラキシー・ショックを生むというものである。
リシェの結論は重大である。あるタンパク質が一度血液中に取り込まれたかどうかをあらかじめ調べておかないと、血清が使えないことになるからだ。1906年にはショックを起こさない生体の反応をオーストリアのC.ピルケがアレルギーと命名している。
1907年にはアナフィラキシー・ショックをまさに起こしている犬の血清自体にアナフィラキシー・ショックを起こす能力があることを発表した。
心霊現象の研究でも知られ、1905年には心霊現象研究協会（SPR）の会長もつとめている。1893年には話題になっていたイタリア人霊媒エウサビア・パラディーノを調査する過程で、エーテル体を物質化または視覚化する半物質を発見し、ギリシア語のecto（外の）とplasm（物質）を組み合わせて「エクトプラズム」という新語をつくりだしたことでも知られている。